# Pierre Moreau (organiste)
Pour les articles homonymes, voir Pierre Moreau et Moreau.
 (juillet 2024).
Si vous disposez d'ouvrages ou d'articles de référence ou si vous connaissez des sites web de qualité traitant du thème abordé ici, merci de compléter l'article en donnant les références utiles à sa vérifiabilité et en les liant à la section « Notes et références ».
 (juillet 2024).
La mise en forme du texte ne suit pas les recommandations de Wikipédia : il faut le « wikifier ».
Les points d'amélioration suivants sont les cas les plus fréquents. Le détail des points à revoir est peut-être précisé sur la page de discussion.
- Les titres sont pré-formatés par le logiciel. Ils ne sont ni en capitales, ni en gras.
- Le texte ne doit pas être écrit en capitales (les noms de famille non plus), ni en gras, ni en italique, ni en « petit »…
- Le gras n'est utilisé que pour surligner le titre de l'article dans l'introduction, une seule fois.
- L'italique est rarement utilisé : mots en langue étrangère, titres d'œuvres, noms de bateaux, etc.
- Les citations ne sont pas en italique mais en corps de texte normal. Elles sont entourées par des guillemets français : « et ».
- Les listes à puces sont à éviter, des paragraphes rédigés étant largement préférés. Les tableaux sont à réserver à la présentation de données structurées (résultats, etc.).
- Les appels de note de bas de page (petits chiffres en exposant, introduits par l'outil «  Source ») sont à placer entre la fin de phrase et le point final[comme ça].
- Les liens internes (vers d'autres articles de Wikipédia) sont à choisir avec parcimonie. Créez des liens vers des articles approfondissant le sujet. Les termes génériques sans rapport avec le sujet sont à éviter, ainsi que les répétitions de liens vers un même terme.
- Les liens externes sont à placer uniquement dans une section « Liens externes », à la fin de l'article. Ces liens sont à choisir avec parcimonie suivant les règles définies. Si un lien sert de source à l'article, son insertion dans le texte est à faire par les notes de bas de page.
- La présentation des références doit suivre les conventions bibliographiques. Il est recommandé d'utiliser les modèles {{Ouvrage}}, {{Chapitre}}, {{Article}}, {{Lien web}} et/ou {{Bibliographie}}. Le mode d'édition visuel peut mettre en forme automatiquement les références.
- Insérer une infobox (cadre d'informations à droite) n'est pas obligatoire pour parachever la mise en page.

Pour une aide détaillée, merci de consulter Aide:Wikification.
Si vous pensez que ces points ont été résolus, vous pouvez retirer ce bandeau et améliorer la mise en forme d'un autre article.
Pierre Moreau est un organiste et compositeur français né le 23 avril 1907 à La Ronde (Charente-Inférieur) et décédé le 11 mars 1991 à Paris. Il a été organiste titulaire-adjoint de la cathédrale Notre-Dame de Paris.

## Biographie
Pierre Moreau commence ses études au Conservatoire de Nantes auprès d'Auguste Le Guenant et de Marcel Courtonne, organiste de la cathédrale Saint-Pierre-et-Saint-Paul.
À Paris, il suit les cours de Vincent d'Indy à la Schola Cantorum avant d'entrer au Conservatoire national supérieur de musique de Paris où il remporte le Premier Prix de Contrepoint et Fugue dans la classe de Georges Caussade.
Il achève ses études au Conservatoire royal de Bruxelles par l'obtention d'un Premier Prix d'orgue dans la classe de Paul de Maleingreau. De son passage en Belgique subsisteront quelques liens, en particulier avec Paul de Maleingreau, Pierre Froidebise et Joseph-François Berden.
Parallèlement, il étudie l'orgue auprès de Marcel Dupré et de Charles Tournemire.
Parfait connaisseur de la liturgie et du plain-chant, Pierre Moreau exerce son art à Paris, tout d'abord en qualité de maître de chapelle et d'organiste à l'église Notre-Dame-de-la-Gare, à partir de 1927, et à l'église Saint-Marcel, de 1935 à 1985.
Mais c'est la cathédrale Notre-Dame de Paris qui sera le centre de son activité musicale. Suppléant du Comte Léonce de Saint-Martin de 1946 à 1954, il devient ensuite titulaire-adjoint aux côtés de Pierre Cochereau et de ses successeurs, de 1954 à 1986.
Pierre Moreau laisse une œuvre discographique importante, principalement consacrée à Louis Vierne et Charles Tournemire.
Compositeur, une grande partie de son œuvre est inspirée par le plain-chant, en particulier son Livre d'orgue, recueil contenant 19 pièces dont l'une des plus ambitieuses, la Paraphrase pour l'Assomption de la très sainte Vierge, est dédiée à Léonce de Saint-Martin.
Pierre Moreau décède à Paris le 11 mars 1991.

## Distinctions
- Chevalier de la Légion d'honneur
- Officier de l'ordre des Arts et des Lettres
- Commandeur de l'ordre de Saint-Grégoire-le-Grand

## Écrit
- Pierre Moreau : Témoignage à propos de PIerre Cochereau, in : Pierre Cochereau (1924-1984), L'Orgue, Cahiers et mémoires n°42, 1989/II[2]